# When the Music's Over
(When the Music's Over, The Doors)
When the Music's Over è un brano musicale dei The Doors, traccia conclusiva del loro album Strange Days pubblicato dalla Elektra Records nel 1967.

## Il brano
Con i suoi quasi 11 minuti di durata, la canzone è la terza composizione più lunga della band dopo The End (11:43), e Celebration of the Lizard (17:10). Quando il gruppo registrò il brano per la prima volta, Jim Morrison non si presentò in studio alle sessione, così la band dovette inciderla con Ray Manzarek al canto. Morrison registrò la sua traccia vocale (che poi finì nella versione definitiva del brano) il giorno successivo. La canzone inizia con un ritmo jazzato di organo suonato da Ray Manzarek e scandito dalla batteria di John Densmore. All'inizio, si sente Morrison che dice: "Yeah, come on" per aggiungere enfasi sull'introduzione del brano. Il riff dell'organo è quasi identico a quello già utilizzato da Manzarek per la canzone Soul Kitchen sul precedente album del gruppo. Il volume decresce gradualmente quando inizia la recitazione del poema di Morrison. Questo intermezzo quieto della canzone, che dura circa quattro minuti, vede Morrison cantare sopra una linea di basso suonata da Manzarek, soffici arpeggi di chitarra di Krieger, e il suono della batteria di Densmore. Il climax del brano si raggiunge quando tutti e quattro i membri dei Doors urlano all'unisono la famosa frase: «We want the world and we want it now!» ("Vogliamo il mondo, e lo vogliamo adesso!").
Una versione della canzone della durata di 16:16 è inclusa nell'album dal vivo Absolutely Live del 1970.

### Composizione
Come molte altre canzoni del loro secondo album Strange Days, la traccia venne composta prima che la band avesse un contratto discografico in essere, essendo stata eseguita ed elaborata nella metà del 1966 al Whisky a Go Go di Los Angeles. La rivista Rolling Stone scrisse che il batterista dei Doors John Densmore aveva detto, a proposito della canzone, «suonare quel pezzo era intenso. Ho dovuto fare un respiro profondo prima di suonarla, perché non è una canzoncina di tre minuti».
La versione finale inclusa nell'album venne registrata nel settembre 1967. Morrison voleva che la canzone fosse incisa dal vivo in studio senza l'ausilio di sovraincisioni. Tuttavia, alla fine si ricorse a un compromesso, e la sua parte vocale venne aggiunta sulla base precedentemente registrata.
Il chitarrista Robby Krieger spiegò in seguito che il suo assolo fu veramente difficile da suonare "perché l'armonia è statica, e fui costretto a suonare 56 accordi diversi sopra lo stesso riff". Manzarek ha dichiarato di essersi ispirato a Watermelon Man di Herbie Hancock per comporre l'introduzione all'organo presente nella traccia.

### Struttura
Il brano può essere diviso in cinque sezioni, con l'ultima parte che torna al tema della prima.
1. Turn Out the Lights/Dance on Fire
2. Cancel My Subscription
3. What Have They Done to the Earth?
4. Persian Night
5. Return to the Main Themes

### Testo
Secondo il giornalista musicale Stephen Davis, la frase del testo che recita: «When the music's over, turn out the lights» ("Quando la musica è finita, spegnete le luci") ebbe origine da un commento fatto dal proprietario del nightclub London Fog di Los Angeles, dove i Doors si esibivano abitualmente all'epoca. Davis indica inoltre il passaggio che comincia con la strofa: «What have they done to the Earth?» ("Cosa hanno fatto alla Terra?") come uno dei primi esempi di tematica ecologista in una canzone rock.

## Cover
- La rock band serba Električni Orgazam ne incluse una versione nel loro album di cover del 1983 intitolato Les Chansones Populaires.
- I Sublime utilizzarono la parte introduttiva all'organo della canzone per il loro brano Cisco Kid sull'album Robbin' the Hood.
- Melissa Auf der Maur eseguiva sul palco la canzone durante il suo tour del 2010.